# Tristan et Yseult (film, 2006)
Pour les articles homonymes, voir Tristan et Iseut (homonymie).
Pour plus de détails, voir Fiche technique et Distribution.
Tristan et Yseult (Tristan & Isolde) est un film américano-germano-britannico-tchèque réalisé par Kevin Reynolds et sorti en 2006.
Il s'agit d'une libre adaptation cinématographique de la légende celtique de Tristan et Iseut, datant de l'Âge sombre de l'île de Bretagne, après la chute de l'Empire romain.

## Synopsis
Après le retrait des troupes de l'Empire romain, les seigneurs anglais sont sous la menace du roi d'Irlande, Donnchadh. Le seigneur Marc'h de Cornouaille veut s'opposer à lui en unifiant les tribus anglaises et enfin apporter la stabilité au royaume. Tristan a grandi aux côtés du seigneur, sa famille ayant été massacrée par les Irlandais. Le jeune homme est désormais le meilleur combattant de Cornouaille. Après une bataille, Tristan est fortement blessé. Il est secouru et soigné en toute discrétion par une jeune femme. Il s'agit de la belle Yseult, qui n'est autre que la fille du roi irlandais Donnchadh. Malgré cela, les deux jeunes gens vont tomber amoureux.

## Fiche technique
Sauf indication contraire, les informations mentionnées dans cette section peuvent être confirmées par la base de données cinématographiques IMDb,  présente dans la section « Liens externes ».
- Titre original : Tristan & Isolde
- Titre français : Tristan et Yseult
- Réalisation : Kevin Reynolds
- Scénario : Dean Georgaris
- Décors : Johnny Byrne
- Costumes : Maurizio Millenotti
- Photographie : Artur Reinhart
- Montage : Peter Boyle
- Musique : Anne Dudley
- Production : Moshe Diamant, Lisa Ellzey, Giannina Facio et Elie Samaha

Producteurs délégués : John Hardy, Frank Hübner, Jim Lemley, Ridley Scott, Tony Scott et Matthew Stillman
- Sociétés de production : Scott Free Productions et Franchise Pictures
- Société de distribution : 20th Century Fox (France, États-Unis)
- Pays d'origine : Allemagne, République tchèque, Royaume-Uni, États-Unis
- Langue originale : anglais
- Format : Couleurs - 35 mm - 1,85:1 - Son SDDS
- Genre : aventures, romance, épique
- Durée : 125 minutes
- Dates de sortie :
  - États-Unis : 13 janvier 2006
  - France : 5 juillet 2006

## Distribution
- James Franco (VFB : Alexandre Crépet ; VQ : Martin Watier) : Tristan
- Sophia Myles (VFB : Maïa Baran ; VQ : Éveline Gélinas) : Yseult (Isolde en VO)

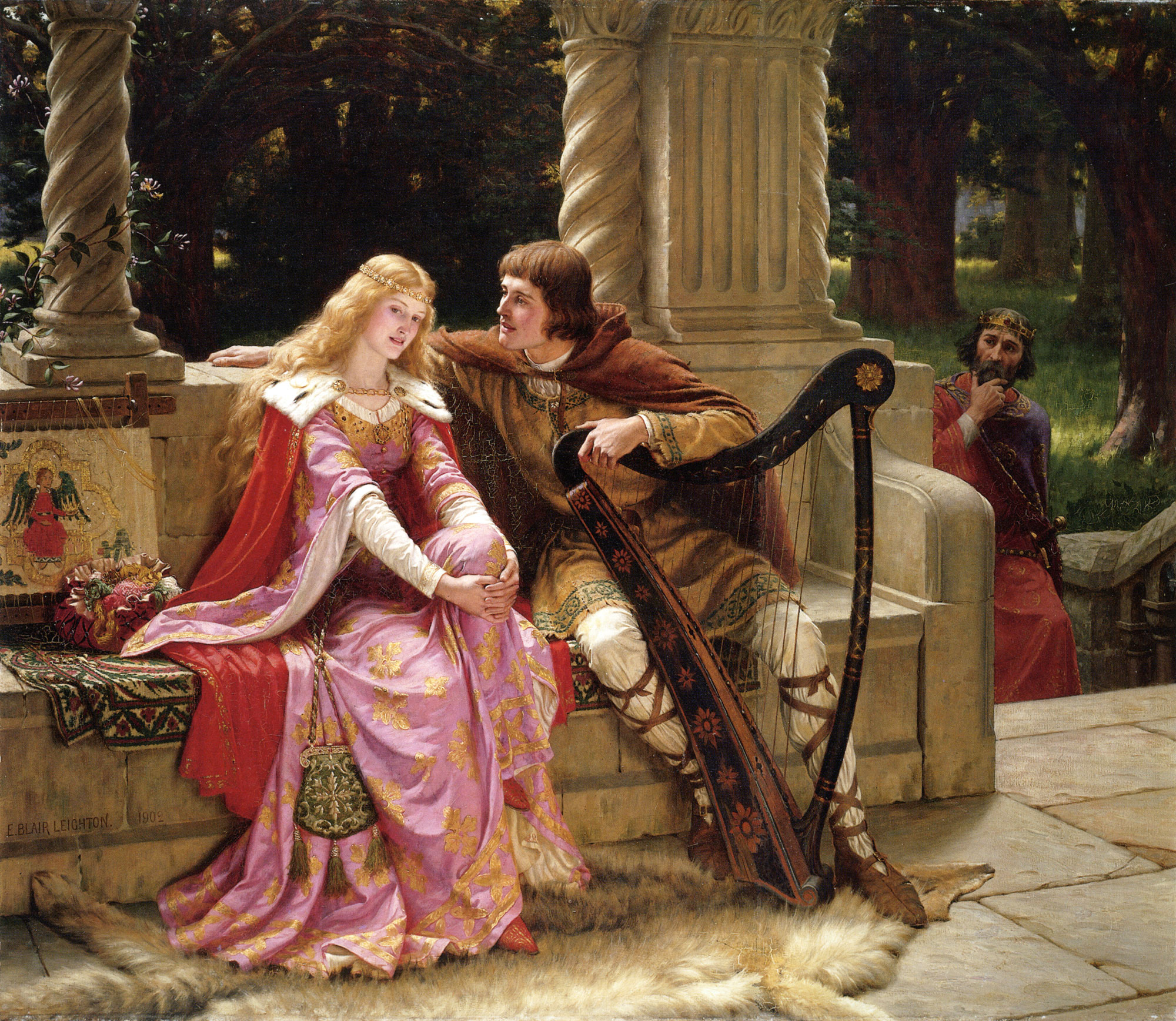
Tristan et Yseult, de Edmund Blair Leighton (1902)

- Rufus Sewell (VFB : Philippe Résimont ; VQ : Daniel Picard) : Marc'h de Cornouaille (Marke en VO)
- David Patrick O'Hara (VFB : Patrick Descamps ; VQ : Paul Savoie) : Donnchadh
- Mark Strong (VFB : Michelangelo Marchese ; VQ : Benoît Gouin) : Wictred
- Henry Cavill (VFB : Mathieu Moreau ; VQ : Tristan Harvey) : Melot
- Bronagh Gallagher (VFB : Carole Baillien ; VQ : Anne Bédard) : Bragnae
- J. B. Blanc (VFB : Lionel Bourguet ; VQ : Sébastien Delorme) : Leon
- Ronan Vibert (VFB : Robert Guilmard) : Bodkin
- Lucy Russell (VFB : Manuela Servais) : Edyth
- Graham Mullins (VFB : Étienne Tombeux) : Morholt
- Leo Gregory (VFB : Bruno Mullenaerts) : Simon
- Richard Dillane (VFB : Arnaud Léonard) : Aragon
- Hans-Martin Stier (VFB : Martin Spinhayer ; VQ : Marc-André Bélanger) : Kurseval
- Frank Welker (VF : Yves Barsacq et Jean-Claude Sachot (en alternance) ; VQ : Yves Massicotte) : Roald
- Thomas Morris : Kaye
- Dexter Fletcher : Orick
- Barbora Kodetova : Lady Marke
- Isobel Moynihan : Yseult, jeune
- Thomas Sangster : Tristan, jeune
- Marek Vašut (VFB : Daniel Nicodeme) : Luther
- David Fisher : un soldat irlandais
- Winter Ave Zoli : la sœur de Widseth

Source : Voxofilm et Doublage Québec
N. B. : le doublage a été effectué en Belgique, mais seuls 2 français, Yves Barsacq et Jean-Claude Sachot, y ont participé.

## Production

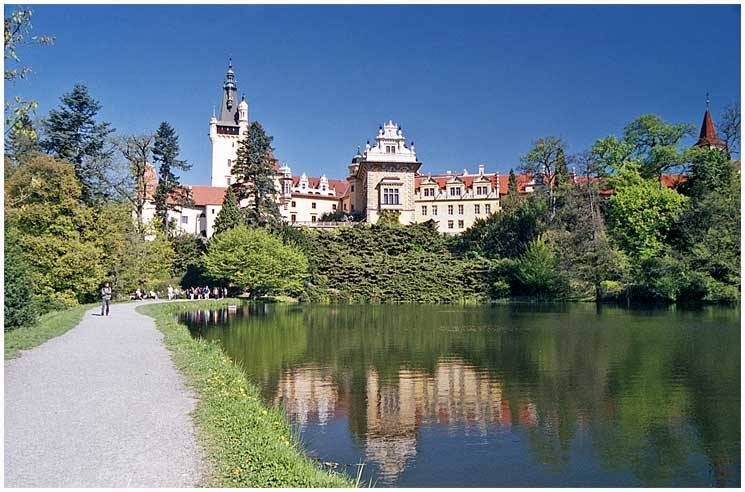
Le château de Průhonice et une partie de son parc

Peu avant de tourner son premier long métrage, Les Duellistes (1977), Ridley Scott évoque l'idée d'un film inspiré de la légende de Tristan et Iseut. Il projette d'en faire son second film mais préfère finalement tourner Alien, le huitième passager (1979). Ridley Scott réalisera plus tard un film inspiré de ce souhait initial, Legend (1985). Bien des années plus tard, Ridley Scott et son frère Tony produisent finalement une adaptation de la légende. Le film est également produit par la société Franchise Pictures. Il s'agit de l'un des derniers projets de la société d'Elie Samaha, qui fera ensuite faillite.
Pour le style visuel du film, Kevin Reynolds et son équipe ont extrapolé par rapport à des documents d'époque :

« Personne ne sait vraiment à quoi ressemblait précisément le tout début du Moyen-Âge. C'est à la fois un avantage et un inconvénient. Pour préciser la vision de ce monde, nous sommes partis des documents concernant la période pendant laquelle l'influence romaine était très forte, aux environs du Ve siècle, puis nous avons étudié des documents du IXe siècle, date à laquelle on recommence à trouver des traces de ce qui se faisait. Entre les deux, nous avons extrapolé. »

Le tournage a lieu en Irlande (région du Connemara, etc.) et en République tchèque : Průhonice (son château et son parc), Prague, Křivoklát, studios Barrandov. Le réalisateur Kevin Reynolds évoque les complications du tournage en Irlande : « Tourner sur la côte irlandaise était un cauchemar logistique, car nous devions nous battre contre la météo qui change sans cesse et transporter tout ce que nous ne pouvions pas trouver sur place, mais cela en valait vraiment la peine. Ces paysages sont magnifiques et apportent au film une dimension, un souffle qu'aucun trucage n'aurait pu lui offrir ».

## Accueil

### Critiques
Le film reçoit des critiques globalement négatives. Sur l'agrégateur américain Rotten Tomatoes, il récolte 31% d'opinions favorables pour 121 critiques et une note moyenne de 4,88⁄10. Sur Metacritic, il obtient une note moyenne de 49⁄100 pour 30 critiques.
En France, le film obtient une note moyenne de 3⁄5 sur le site AlloCiné, qui recense 2 titres de presse.
Certains journalistes ont reproché au scénario du film d'avoir « vidé le récit de son charme mystérieux ». Contrairement à la tradition littéraire, il n'est pas question ici de philtre d'amour, mais d'amour véritable. « La notion de fatalité qui fait la richesse du mythe disparaît, on se retrouve alors dans une prévisible et simplette histoire d'amour ».
James Franco avouera plus tard regretter d'avoir tourné ce film.

### Box-office
Le film est un échec au box-office avec 28 millions de dollars de recettes mondiales, pour un budget estimé à 31 millions de dollars.
| Pays ou région    | Box-office   | Date d'arrêt du box-office | Nombre de semaines |
| ----------------- | ------------ | -------------------------- | ------------------ |
| États-Unis Canada | 14 734 633 $ | 30 mars 2006               | 11                 |
| France            | 572 entrées  | -                          | -                  |
| Total mondial     | 28 047 963 $ | -                          | -                  |